# Păulești (Prahova)
Păulești is een Roemeense gemeente in het district Prahova.
Păulești telt 5233 inwoners.

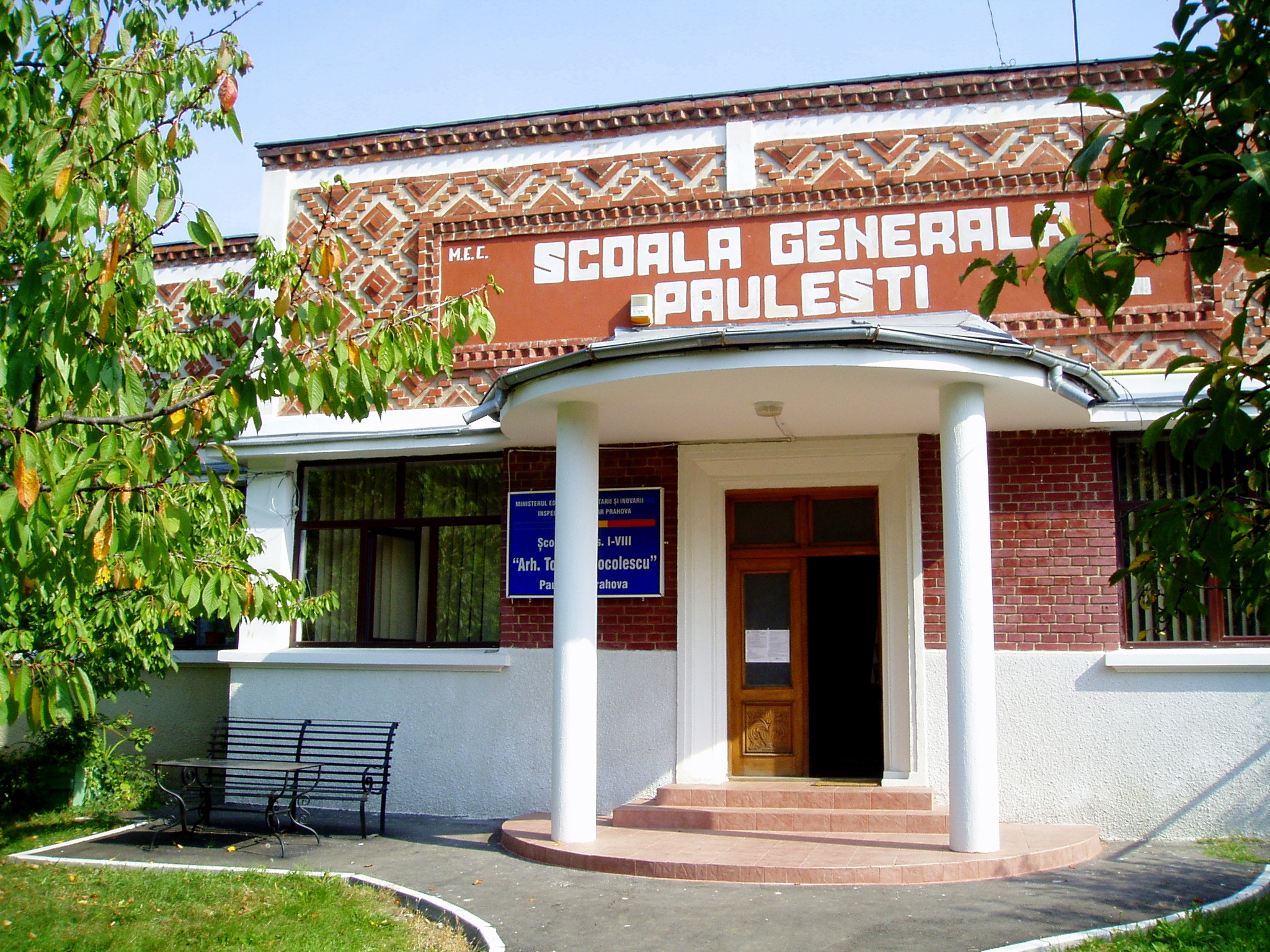
School van Păulești
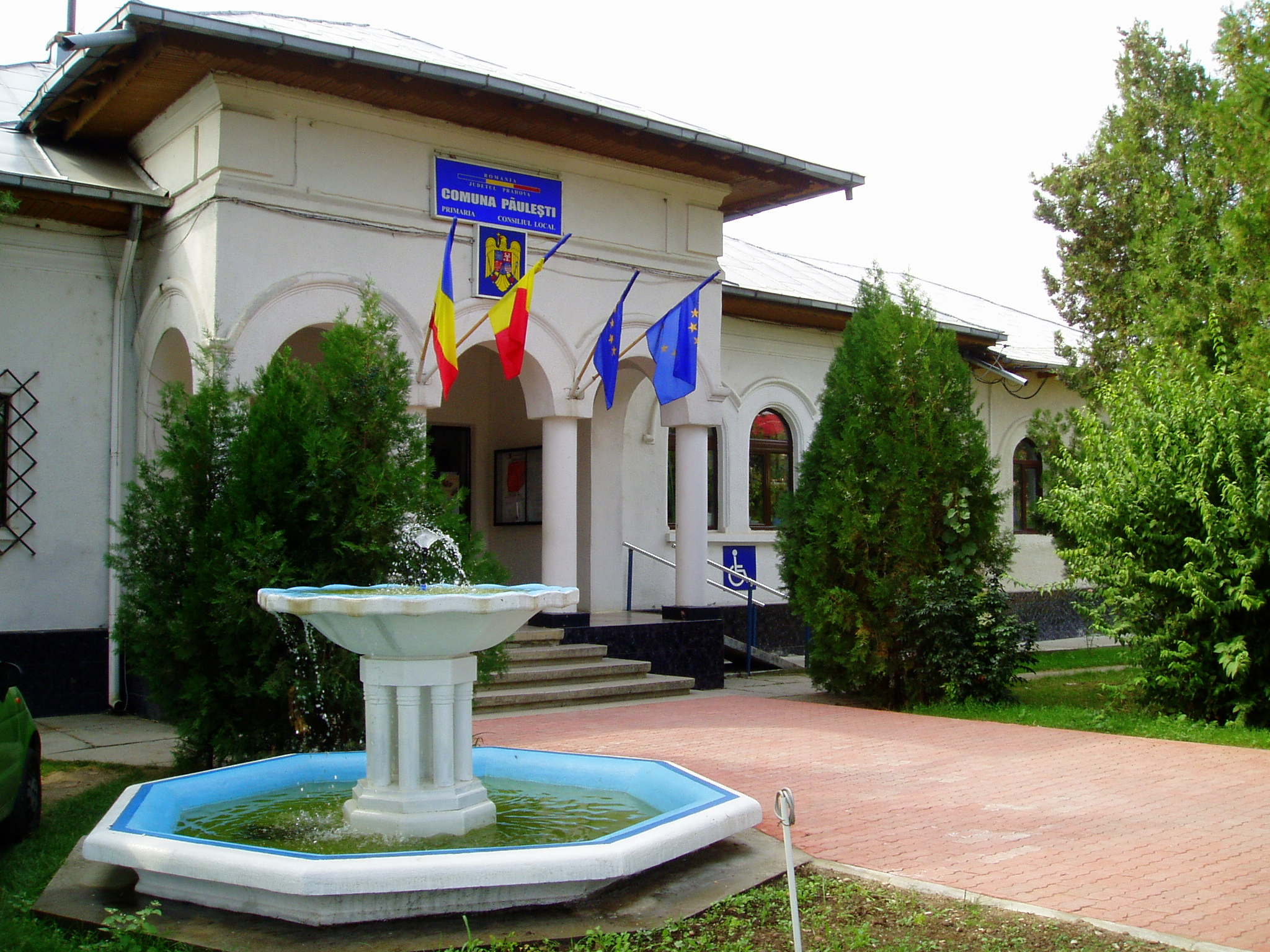
Gemeentehuis